# جو شي
جو شي (بالإنجليزية: Joe Shea)‏ هو صحفي أمريكي، ولد في 7 فبراير 1947، وتوفي في 19 أكتوبر 2016.